# Casca
Casca è un comune del Brasile nello Stato del Rio Grande do Sul, parte della mesoregione del Noroeste Rio-Grandense e della microregione di Passo Fundo.

## Amministrazione

### Gemellaggi
- Lombardore[2]